# Rosalía Soneira
Rosalía Soneira (Córdoba, Argentina, 1907 - ibídem, 1994) fue una artista plástica argentina.

## Formación
Se forma con Emiliano Gómez Clara y Carlos Camilioni. Egresa de la Escuela Provincial de Bellas Artes José Figueroa Alcorta con el título de Profesora de Dibujo y Pintura en 1942. Junto con Olimpia Payer son las primeras mujeres egresadas de esta institución. 
Viaja por el norte de Argentina (1945) y por Europa (década del 60). El Consejo de Educación le encarga estudiar programas de escuelas de dibujo de Francia e Italia. En el Museo del Louvre, París toma cursos de historia del arte. Estudia en Francia con Georges Arditi. Se perfecciona en filosofía de la educación. 
Desarrolla una carrera docente en la Escuela Normal Superior Dr. Garzón Agulla, el Colegio Nacional Deán Funes y la Escuela Normal Superior Alejandro Carbó.

## Trayectoria
Su primera exposición artística tuvo lugar en el Salón Fasce de Córdoba (principal espacio expositivo en aquel momento), en 1927. Participó en salones regionales y nacionales, y fue jurado de numerosos certámenes. Realiza, junto a su hermano Ernesto, tertulias culturales que hacen historia en la ciudad. Participan en su “taller de los sábados” personalidades como Deodoro Roca, Saúl Taborda, León Felipe y Rafael Alberti, entre muchos otros. 
Utiliza diversas técnicas con libertad: óleo, acrílico, grafito, tintas, collage, técnicas mixtas. 
Fue ilustradora científica de la Cátedra de Cirugía de la Universidad Nacional de Córdoba
La figura humana es el principal tema que aborda entre 1930 y 1955, como así también el paisaje llegando a realizar obras de dimensiones grandes y gran calidad. Entre 1955 y 1975 se identifica con el expresionismo abstracto. 
Participa en diversos salones de renombre regional y nacional, tales como el XXXVI Salón Nacional, el IV Salón Municipal (1944) y el III Salón Cordobés (1942).
Colecciones privadas del país y el exterior poseen obras suyas. Integra las colecciones del Museo Nacional de Bellas Artes, Buenos Aires y del Museo Genaro Pérez de Córdoba.
Su casa-atelier, ubicada en la calle General Deheza 454 de Barrio General Paz, es sede de la Fundación Rosalía Soneira. Allí tienen lugar actividades artísticas, talleres y exposiciones

## Premios y distinciones
Es reconocida con una Medalla de Oro y otros premios otorgados por el Museo Provincial de Bellas Artes Emilio Caraffa y el Museo Municipal de Bellas Artes Dr. Genaro Pérez. El Museo Nacional de Bellas Artes la distingue con un Premio Adquisición, en el XXXII Salón Nacional de Bellas Artes (1942).